# 39 (킨키 키즈의 음반)
《39》(Thank you)는 일본의 남성 아이돌 듀오 킨키 키즈의 세 번째 베스트 음반이다. 2007년 7월 18일 쟈니즈 엔터테인먼트를 통하여 발매되었다.

## 설명
KinKi Kids의 CD데뷔 10주년을 기념으로 한 베스트앨범이다. 앨범명인 '39'는 감사를 뜻하는 'Thank You'를 뜻하는데 일본어로 39를 각각 읽으면 3(さん),9(きゅう)로 Thank You 영어발음과 비슷하기에 붙여졌다.
'39'라는 타이틀과 맞춰 수록곡도 전 39곡이다. 지금까지 발매된 2개의 베스트앨범은 단일 컬렉션으로 제작되었지만, 이번 앨범은 데뷔 곡에서부터 I album -iD-앨범까지 발표된 모든 곡을 대상으로 한 팬들의 투표로 고른 앨범이다. 본 앨범의 수록곡들은 2007년 4월 25일에 발매된 25번째 싱글 「BRAND NEW SONG」에 동봉된 설문지 'Your Favorite Song of KinKi Kids'에서 전체 129 곡 중에서 팬들의 투표로 선정 된 상위 10곡과 신곡 1곡, KinKi Kids본인들이 각각 선택한 14곡씩, 총 CD 3장에 39곡을 수록하고있다. 2006년에 한 '堂本ブラザーズバンド セカンドライブ(도모토 브라더즈 밴드 새컨드라이브)'에서 처음으로 선보인 「Music of Life」, 「KinKi Kids forever」의 영어가사 버전이 이번 앨범에서 처음으로 CD화되었다.

## 수록곡

### Disc 1 【YOUR FAVORITE】
1. 愛のかたまり
작사: 堂本剛(도모토 쯔요시) 작곡: 堂本光一(도모토 코이치) 편곡: 吉田建(요시다 켄)
13번째 싱글 'Hey! みんな元気かい?'의 커플링곡
2. Anniversary
작사: Satomi 작곡: 織田哲郎(오다 테츠로) 편곡: 家原正樹(이에하라 마사키)
20번째 싱글
3. 雪白の月
작사: Satomi 작곡: 松本良喜(마츠모토 료키) 편곡: 十川知司(소가와 토모지)
22번째 싱글 'SNOW! SNOW! SNOW!'의 커플링곡 (통상반에만 수록)
4. Love is... 〜いつもそこに君がいたから〜
작사・작곡: 成海カズト(나루미 카즈토)　편곡: garamonn
9번째 앨범 'I album -iD-'의 수록곡 (통상반에만 수록)
5. 恋涙
작사: 堂本剛(도모토 쯔요시)　작곡: 堂本光一(도모토 코이치)　편곡: 石塚知生(이시즈카 토모오)
8번째 앨범 'H album -H・A・N・D-'의 수록곡
6. ボクの背中には羽根がある
작사: 松本隆(마츠모토 타카시)　작곡: 織田哲郎(오다 테츠로)　편곡: 家原正樹(이에하라 마사키)
11번째 싱글
7. 硝子の少年
작사: 松本隆(마츠모토 타카시)　작곡: 山下達郎(야마시타 타츠로) 편곡: 山下達郎(야마시타 타츠로)
데뷔 싱글
8. 雨のMelody
작사: 康珍化(강진화)　작곡: 坂井秀陽(무토 토시후미)/武藤敏史(사카이 히데아키)　편곡: 有賀啓雄(아리가 노부오)
8번째 싱글
9. 薄荷キャンディー
작사: 松本隆(마츠모토 다카시)　작곡・편곡: Fredrik Hult/Ola Larsson/Öystein Grindheim/Henning Harturng
18번째 싱글
10. 月光
작사: 浅田信一(아사다 신이치)　작곡: 飯田建彦(이이다 타케히코)　편곡: ha-j
5번째 앨범 'E album'의 수록곡
11. Music of Life
작사: 堂本光一(도모토 코이치)　작곡: 堂本剛(도모토 쯔요시)　편곡: 吉田建(요시다 켄)
2006년의 '堂本ブラザーズバンド セカンドライブ(도모토 브라더즈 밴드 새컨드라이브)'에서 처음으로 선보였던 곡이다.

### Disc 2 【KOICHI'S FAVORITE】
1. Kissからはじまるミステリー
작사: 松本隆(마츠모토 타카시) 작곡・편곡: 山下達郎(야마시타 타츠로)
첫 번째 앨범 'A album'의 수록곡
2. Bonnie Butterfly
작사・작곡: 井手コウジ(이데 코우지)　편곡: 米光亮(요네미츠 아키라)/井手コウジ(이데 코우지)
7번째 앨범 'G album -24/7-'의 수록곡
3. LOVESICK
작사: 戸川暢美(도자와 노부미)　작곡・편곡: Face 2 fAKE
5번째 앨범 'E album'의 수록곡
4. Misty
작사・작곡: 堂島孝平(도지마 코헤이)　편곡: CHOKKAKU
4번째 앨범 'D album'의 수록곡
5. ビロードの闇
작사: Satomi　작곡: 林田健司(하야시다 켄지)　편곡: CHOKKAKU
21번째 싱글
6. 99%LIBERTY
작사: 前田たかひろ(마에다 타카히로)　작곡: 織田哲郎(오다 테츠로)　편곡: 家原正樹(이에하라 마사키)
8번째 앨범 'H album -H・A・N・D-'의 수록곡
7. ライバル
작사・작곡・편곡: オオヤギヒロオ(오오야기 히로오)
6번째 앨범 'F album'의 수록곡
8. HELLO
작사: 山本英美(야마모토 히데미)　작곡: 寺田一郎(테라다 이치로)　편곡:船山基紀(후나야마 모토키)
3번째 싱글 'ジェットコースター・ロマンス'의 커플링곡
9. このまま手をつないで
작사: 松本隆(마츠모토 타카시)　작곡：馬飼野康二(마키이노 코지)　편곡: CHOKKAKU
2번째 앨범 'B album'의 수록곡
10. フラワー
작사: HΛL 작곡: H∧L/音妃 편곡: 船山基紀(후네야마 모토키)
7번째 싱글
11. ふらいんぐ・ぴーぷる'99
작사: 戸沢暢美(도자와 노부미)　작곡: 飯田建彦(이이다 타케히코)　편곡: CHOKKAKU
3번째 앨범 'C album'의 수록곡
12. いつも僕は恋するんだろう
작사・작곡: 堂島孝平(도지마 코헤이)　편곡: CHOKKAKU
11번째 싱글 'ボクの背中には羽根がある'의 커플링곡
13. 真冬のパンセ
작사: 浅田信一(아사다 신이치)　작곡: 石塚知生(이시즈카 토모카)　편곡: CHOKKAKU
9번째 앨범 'I album -iD-'의 수록곡
14. Harmony of December
작사・작곡: マシコタツロウ(마시코 타츠로우)　편곡: ha-j
24번째 싱글

### Disc 3 【TSUYOSHI'S FAVORITE】
1. せつない恋に気づいて
작사: MIZUE & HIDE 작곡: 寺田一郎(테라다 이치로)　편곡: 岩田雅之(이와타 마사유키)
데뷔 앨범 'A album'의 수록곡
2. ずっと抱きしめたい
작사: 相田毅(아이다 타케시)/堂本剛(도모토 쯔요시)　작곡: 寺田一郎(테라다 이치로)　편곡: 長岡成貢(나가오카 나리츠구)
2번째 앨범 'B album'의 수록곡
3. Natural Thang
작사・작곡: 米倉利徳(요네쿠라 토시노리)　편곡: 木村賢一(기무라 켄이치)
3번째 앨범 'C album'의 수록곡
4. Love U4 Good
작사: double S　작곡: 松本良喜(마츠모토 료키)　편곡: 安部潤(아베 준)
5번째 앨범 'E album'의 수록곡
5. To Heart
작사: 久保田洋司(쿠보타 요우지)/E.komatsu　작곡: 宮崎歩(미야자키 아사미)　편곡：CHOKKAKU
8번째 싱글
6. カナシミ ブルー
작사・작곡: 堂島孝平(도지마 코헤이)　편곡: CHOKKAKU
14번째 싱글
7. 春雷
작사: 上田ケンジ(우에다 켄지)　작곡: 小田原友洋(오다와라 토모히로)　편곡: 十川知司(소가와 토모지)
21번째 싱글 'ビロードの闇'의 커플링곡
8. 君のためのうた
작사・작곡: 周水(canna)　편곡: 南利一(미나미 토시카즈)
12번째 싱글 '情熱'의 커플링곡
9. 青の時代
작사・작곡: 周水(canna)　편곡: 新川博(신카와 히로시)
4번째 싱글
10. ひらひら
작사・작곡: 堂本剛(도모토 쯔요시)　편곡: ha-j&吉岡たく(요시오카 타쿠)
6번째 앨범 'F album'의 수록곡
11. Destination
작사・작곡: Gajin　편곡: DANCE☆MAN
7번째 앨범 'G album -24/7-'의 수록곡
12. Night+Flight
작사・작곡: Gajin　편곡: 佐久間誠(사쿠마 마코토)
9번째 앨범 'I album -iD-'의 수록곡
13. In My Heart
작사・작곡: オオヤギヒロオ(오오야기 히로오)　편곡: 石塚知生(이시즈카 토모오)
8번째 앨범 'H album -H・A・N・D-'의 수록곡 (통상반에만 수록)
14. KinKi Kids forever (English version)
작사・작곡・편곡: Jonas Saeed
4번째 앨범 'D album'의 수록곡 영어버전

### Disc 4 【YOUR FAVORITE DVD]
초회반에만 들어있다

#### 10 YOUR FAVORITE SONGS at LIVE
팬 투표로 선정된 상위 10곡의 라이브 버전 영상이 수록되어있다. 수록순서는 10위→1위의 순서이다.
1. 月光 「KinKi Kids DOME TOUR ~font de Anniversary~」（2004-2005년）
2. 薄荷キャンディー 「KinKi Kids H TOUR ~Have A Nice Day~」（2005-2006년）
3. 雨のMelody 「KinKi Kids CONCERT TOUR 2006-2007 Harmony of Winter -iD-」（2006-2007년）
4. 硝子の少年 「A so Bo Concert」（1997년）
5. ボクの背中には羽根がある 「KinKi Kids DOME CONCERT 'みんな元気かい?'」（2001-2002년）
6. 恋涙 「KinKi Kids H TOUR ~Have A Nice Day~」（2005-2006년）
7. Love is... 〜いつもそこに君がいたから〜 「KinKi Kids CONCERT TOUR 2006-2007 Harmony of Winter -iD-」（2006-2007년)
8. 雪白の月「KinKi Kids CONCERT TOUR 2006-2007 Harmony of Winter -iD-」（2006-2007년)
9. Anniversary 「KinKi Kids DOME TOUR ~font de Anniversary~」（2004-2005년）
10. 愛のかたまり 「KinKi Kids DOME TOUR ~font de Anniversary~」（2004-2005년）

#### TV-CM SELECTION
지금까지 발매한 싱글앨범의 TV에서 방영된 CM을 수록

## 팬투표 결과(1~39위까지)
2007년 7월 22일에 한 「KinKi Kids 10th Anniversary in TOKYO DOME」콘서트에서 총 129곡 중 팬들이 뽑아준 1위부터 39위까지의 투표결과를 발표하였다.
(11위부터 곡 중 앨범에 포함된 곡은 옆에 괄호표기)
1. 愛のかたまり
2. Anniversary
3. 雪白の月
4. Love is... 〜いつもそこに君がいたから〜
5. 恋涙
6. ボクの背中には羽根がある
7. 硝子の少年
8. 雨のMelody
9. 薄荷キャンディー
10. 月光
11. solitude 〜真実のサヨナラ〜
12. Bonnie Butterfly   (KOICHI'S FAVORITE)
13. KinKi Kids forever   (TSUYOSHI'S FAVORITE)
14. to Heart   (TSUYOSHI'S FAVORITE)
15. Harmony of December   (KOICHI'S FAVORITE)
16. 99%LIBERTY   (KOICHI'S FAVORITE)
17. このまま手をつないで   (KOICHI'S FAVORITE)
18. FRIENDS
19. BRAND NEW SONG
20. フラワー   (KOICHI'S FAVORITE)
21. もう君以外愛せない
22. SNOW! SNOW! SNOW!
23. カナシミ ブルー   (TSUYOSHI'S FAVORITE)
24. ね、がんばるよ。
25. 欲望のレイン
26. 情熱
27. ひらひら   (TSUYOSHI'S FAVORITE)
28. 世界中のみんなで･･･。
29. ビロードの闇   (KOICHI'S FAVORITE)
30. 青の時代   (TSUYOSHI'S FAVORITE)
31. Misty
32. Black Joke
33. せつない恋に気づいて   (TSUYOSHI'S FAVORITE)
34. Natural Thang   (TSUYOSHI'S FAVORITE)
35. 永遠のBLOODS
36. Kissからはじまるミステリー   (KOICHI'S FAVORITE)
37. futari
38. キミハカルマ
39. 5×9=63